# جيف ميلز
جيف ميلز (بالإنجليزية: Jeff Mills)‏ هو لاعب كرة قدم أمريكية أمريكي، ولد في 8 أكتوبر 1968 في مونتكلير ‏ في الولايات المتحدة.

## وصلات خارجية
- جيف ميلز على موقع مرجع كرة القدم المحترفة.كوم (الإنجليزية)
- جيف ميلز على موقع JustSportsStats.com (الإنجليزية)